# Dème de Lesbos-Ouest
Le dème de Lesbos-Ouest, en grec moderne : Δήμος Δυτικής Λέσβου / Dímos Dytikís Lésvou, est un dème de la périphérie de l'Égée-Septentrionale, situé sur l'île de Lesbos, en Grèce. Il est créé, en 2019, par le programme Clisthène I, qui supprime le dème de Lesbos.
Le dème comprend les anciennes municipalités (programme Kapodistrias) de Kalloní, Mandamádos, Agía Paraskeví, Eresós-Antissa, Polichnítos, Pétra, Méthymne et intègre 36 localités sur une superficie totale de 1 065 km2.
L'économie du dème de Lesbos-Ouest repose à 90 % sur le secteur agroalimentaire et touristique, les principaux secteurs de production étant la production d'huile d'olive, l'élevage, la pêche, le tourisme, l'énergie géothermique et les sources d'énergie renouvelables en général.
Pétra, Méthymne, Vaterá et Eresós sont parmi les localités les plus emblématiques de la municipalité qui reçoivent le plus grand volume de touristes pendant la saison estivale.
Il est situé au nord-ouest de l'île et son siège est le village de Kalloní.